# 布拉什克里克鎮區 (北卡羅萊納州揚西縣)
布拉什克里克鎮區（英語：Brush Creek Township）是位於美國北卡羅萊納州揚西縣的一個鎮區。

## 地方資料
布拉什克里克鎮區的面積為33.15平方千米，皆為陸地。根據2020年美國人口普查的數據，當地共有人口554人，而人口密度為每平方千米16.71人。